# 宮崎勤
宫崎勤（日语：／ Miyazaki Tsutomu，1962年8月21日—2008年6月17日）是日本的连环杀手、食人魔、儿童性侵犯和恋尸癖者。他在1988年到1989年期间在日本埼玉县和东京都共计诱拐并杀害了4名女童，被日本媒体称之为“东京、琦玉连续幼女诱拐被害案”。

## 早年生活
喜好動漫及特攝。

## 连环杀人
宫崎勤绑架并杀害的女孩年龄从4岁到7岁，然后他还肢解并性侵她们的尸体。宫崎勤最后被裁定的罪行不仅包括绑架、谋杀和恋尸，还有吸食血液以及将被害者的部分肢体保留作为对自己的奖励或对被害者家属的嘲弄。1989年7月，当宫崎勤在八王子市试图强迫一名未成年女孩给他拍摄裸照时被捕。尽管他被诊断出罹患一种或多种人格障碍，但被判定为具有完全责任能力人并认定他完全知晓自己的犯罪行为且能意识到相应的后果。1997年，宫崎勤被判决死刑并于2008年以绞刑执行。

### 庭审过程
- 1988年8月22日：第一被害人为4岁 ，被诱拐后尸体被焚烧.
- 1988年10月3日：第二被害人为7岁，在诱拐中时被残忍杀害
- 1988年12月9日：第三被害人为4岁，被诱拐,猥亵后被勒死并抛尸于森林
- 1989年6月6日：第四被害人为5岁，被诱拐猥亵后杀害,尸体被分解
- 1989年7月23日：诱导一名6岁女童，过程被女童的父亲发现并开车跟踪到森林,其后女童的父亲报警并将宫崎勤逮捕.
- 1989年8月7日：警方以猥亵诱拐、强制猥亵罪正式起诉宫崎勤.
- 1989年8月9日：宫崎勤承认与第四起凶案有关,第二天警方据宫崎勤的指认和口供发现第四位被害人头部.
- 1989年8月13、14日：宫崎勤承认第一起与第三起凶杀案有关.
- 1989年9月2日：宫崎勤正式以第四位被害人凶杀案被正式起诉.
- 1989年9月29日：宫崎勤正式以第一位被害人凶杀案被正式起诉.
- 1997年4月14日：东京地方法院宣判宫崎勤死刑.宫崎勤其后多次上诉
- 2006年1月17日：日本最高法庭宣判宫崎勤死刑.其后宫崎勤放弃上诉.
- 2006年2月1日：日本最高法庭最终判定宫崎勤死刑.
- 2008年6月17日：在东京监狱执行绞刑死刑

## 后续影响
由於其嗜好，令日本社會對喜好動漫及特攝的御宅族產生歧視與敵意，一度對相關產業造成嚴重的負面影響。亦促使日本立法禁止兒童色情動畫。

### 出典
1. ↑   43. K. K. Thomas at Recorder Press. 1997  [2021-05-05]. The man, Tsutomu Miyazaki, kidnapped and killed four girls aged between four and seven in Tokyo and Saitama, north of Tokyo...
2. 1 2  沉默是柑. . 香港01. 2021-02-25  [2022-09-25]. （原始内容存档于2022-09-28）.
3. 1 2  許世哲. . 風傳媒. 2016-05-11  [2022-09-25]. （原始内容存档于2022-09-28）.
4. ↑  . 澳大利亚广播公司. 法新社.   [2021-05-05]. （原始内容存档于2021-07-08）.
5. ↑  . 读卖新闻. 2008-06-18  [2021-05-05]. （原始内容存档于2008-06-21） （英语）.

### 文献
- 鈴木, 伸元. . 幻冬舍新书（日语：幻冬舎新書）. 2010. ISBN 9784344981942 （日语）.

- 一橋, 文哉. . 新潮文库（日语：新潮文庫）. 2003. ISBN 9784101426242 （日语）.